# Lucius Calpurnius Piso Caesoninus (Konsul 58 v. Chr.)

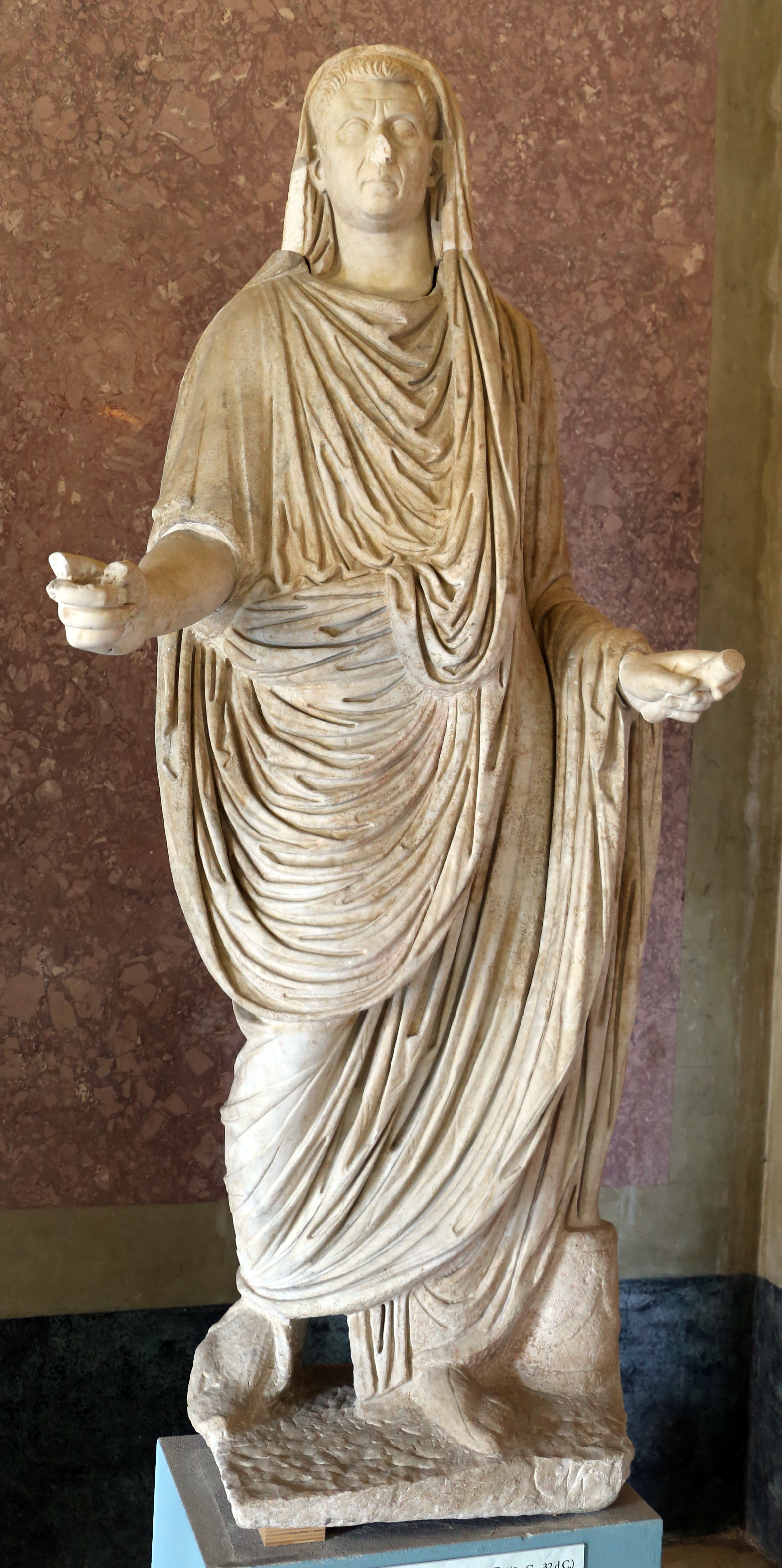
Lucius Calpurnius Piso Caesoninus

Lucius Calpurnius Piso Caesoninus, ein Politiker der späten römischen Republik. Durch die Verheiratung seiner Tochter  Calpurnia mit Caesar wurde er zu dessen Schwiegervater. Er war auch Vater des Lucius Calpurnius Piso Pontifex.
Als Konsul 58 v. Chr. traf er mit seinem Kollegen Aulus Gabinius und dem Volkstribun Publius Clodius Pulcher eine Vereinbarung mit dem Ziel, Cicero aus dem Weg zu räumen. Pisos Belohnung war die Provinz Macedonia, die er von 57 v. Chr. an verwaltete, bis er Anfang 55 v. Chr. zurückgerufen wurde – vielleicht aufgrund der gegen ihn gerichteten Attacke Ciceros im Senat in der Rede De provinciis consularibus.
Nach seiner Verteidigungsrede antwortete Cicero mit der derben und aufbauschenden Schmähung, die als In L. Calpurnium Pisonem bekannt ist. Piso fertigte eine Invektivrede als Erwiderung an, und an dieser Stelle kam die Sache ins Stocken, weil Cicero sich scheute, Caesars Schwiegervater vor Gericht zu bringen. Piso wurde 50 v. Chr. zusammen mit Appius Claudius Pulcher Zensor.
Beim Ausbruch des Bürgerkriegs 49 v. Chr. bot sich Piso als Vermittler an, verließ aber aus Protest gegen Caesars Marsch auf Rom die Stadt. Er erklärte sich jedoch nicht für Pompeius, sondern blieb neutral, ohne Caesars Respekt einzubüßen. Nach der Ermordung Caesars bestand er auf der Erfüllung seines letzten Willens und setzte sich damit eine Zeit lang in Gegensatz zu Marcus Antonius. Im Weiteren jedoch wurde er dessen Anhänger und wird dann als Mitglied der Delegation erwähnt, die in das Feldlager des Marcus Antonius in Mutina reiste, um eine Schlichtung zustande zu bringen.
Piso war philosophisch interessiert; er war Anhänger des Epikureismus. Der Epikureer Philodemos von Gadara hielt sich bei ihm auf. Möglicherweise war Piso der Besitzer der Villa dei Papiri in Herculaneum.
Catull verfasste zwei invektivische Gedichte, carmen 28 und 47, die sich gegen Piso und seine Provinzverwaltung in Makedonien richten.